# Доллар Кирибати

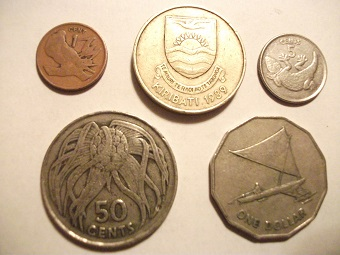
Монеты Кирибати

Доллар Кирибати (англ. Kiribati dollar) — денежная единица Республики Кирибати. Доллар Кирибати равен австралийскому доллару, который является законным платёжным средством в Кирибати.

## История
До 1966 года в денежном обращении колонии Острова Гилберта и Эллис преимущественно использовался австралийский фунт. В 1966 году денежной единицей колонии стал австралийский доллар, который остался денежной единицей образованной в 1975 году отдельной колонии Острова Гилберта и провозглашённой в 1979 году Республики Кирибати.
В 1979 году был начат выпуск собственных монет. Первый выпуск состоял из бронзовых монет в 1 и 2 цента, медно-никелевых монет в 5, 10, 20, 50 центов и 1 доллар и серебряной монеты в 5 долларов. Позже начат выпуск монет других номиналов: 2, 10, 20, 50, 100, 150, 200, 500 долларов. Монеты в 2 и 5 долларов выпускались медно-никелевые и серебряные, монеты номиналом в 10 долларов и выше — только из драгоценных металлов.